# Ciutat estatutària (Àustria)
Ciutat estatutària a l'administració austríaca (en alemany Statutarstadt) és una ciutat que té concedits, a més de les seves competències com a municipi, els drets i deures d'una autoritat administrativa regional. Per tant, l'administració de la ciutat funciona com a govern municipal i alhora com a braç executor del govern nacional. Per exemple, els ciutadans s'hi poden adreçar per sol·licitar el permís de conduir o el passaport.
El 2022 hi havia 15 ciutats estatutàries a Àustria. Una ciutat pot demanar aquest estatus a partir de 20.000 habitants, estatus que li ha de concedir el govern federal i el govern de l'estat a què pertany, tot i que hi ha poblacions de dimensions molt menors que mantenen aquest estatut en virtut de fets històrics, concretament Eisenstadt i Rust, que en el passat eren ciutats lliures del regne d'Hongria i van mantenir el seu estatus després de 1921.

## Marc legal
Una ciutat estatutària és una ciutat que disposa tant de responsabilitats municipals com de responsabilitats de districte administratiu. En una ciutat estatutària, en tant que districte administratiu, no hi ha òrgans de govern altres que els mateixos com a ciutat estatutària, sinó que els mateixos òrgans i funcionaris municipals fan la funció del districte administratiu, i l'alcalde també exerceix les atribucions i deures d'un cap de govern del districte. La gestió de la ciutat funciona, per tant, com un govern regional i com una branca del govern nacional, al mateix temps.
La Constitució estipula que una comunitat de com a mínim 20.000 habitants pot sol·licitar d'adquirir l'estatus de ciutat estatutària a la seva província respectiva, llevat que la província pugui demostrar que això perjudiqui els interessos regionals o bé que el govern nacional s'hi oposi. L'última comunitat que va invocar aquest dret fou Wels, que va esdevenir ciutat estatutària el 1964. Fins a l'any 2017, deu altres comunitats han esdevingut possibles candidates però no hi han estat interessades.

## Història
Des de l'Edat Mitjana fins a mitjan segle xviii, l'Imperi d'Àustria era una monarquia absoluta, i no hi havia constitució ni el concepte modern de l'imperi de la llei. L'administració regional no disposava d'un marc jurídic general i els usos eren diferents depenent de la província. L'emperadriu Maria Teresa fou qui va donar un primer pas cap a la sistematització, i el 1753 va dividir el país en districtes (Kreise) governats per oficines de districte (Kreisämter) integrades per administradors professionals i que operaven sota regles comunes a tot l'imperi. L'esquema al principi fou impopular i es va trobar amb certa resistència. Al Regne d'Hongria no es va implantar mai del tot.
Després de la primera onada de revolucions de 1848, l'emperador Ferran I va establir la primera constitució formal. La constitució va establir la separació dels poders executiu i judicial, va abolir la majoria de les institucions regionals existents i deixava les oficines de districte com la columna vertebral de l'administració de l'imperi. Una Resolució Imperial de 1849 va revisar i consolidar el sistema. La llei es va implementar el 1850, la delimitació de molts districtes és la que es manté en l'actualitat. Les ciutats petites i mitjanes i els pobles es van constituir en districtes de deu a trenta municipis cada un. Les ciutats més grans es van constituir en districtes per si mateixes, les quals a partir de llavors es denominarien ciutats estatutàries o Statutarstadt. Les primeres ciutats estatutàries (entre les que avui formen part encara del territori austríac) foren Viena, Graz, Innsbruck i Klagenfurt.
Entre 1848 i 1867 l'imperi, la constitució i la seva administració es van veure sotmesos a una sèrie de canvis que van culminar en el Compromís Austrohongarès de 1867. L'emperador Ferran va haver d'abdicar i el seu successor, Francesc Josep I, va abolir el sistema de districtes, però es va veure forçat a restaurar-lo el 1868.
El 1869, Linz, Wiener Neustadt, Steyr i Salzburg van obtenir l'estatus de ciutat estatutària. Després de l'esfondrament de la monarquia del 1918, la Primera República Austríaca va mantenir el sistema de districtes.
El Compromís de 1867 va suposar la divisió de l'imperi en diferents territoris: Cisleitània i el Regne d'Hongria van esdevenir països separats amb un tipus de subdivisions administratives diferents. No hi va haver més intents d'imposar el sistema de districtes a Hongria i, per tant, tampoc es van crear més ciutats estatutàries. Hongria va mantenir el sistema antic, en què els municipis principals podien ser elevats a l'estatus de ciutat reial lliure. Quan Hongria va cedir a Burgenland a Àustria el 1921, la regió comprenia dos d'aquestes ciutats reials lliures: Eisenstadt i Rust. Aquesta distinció es remuntava al 1648 en el cas d'Eisenstadt i al 1681 en el cas de Rust. Per respecte a aquests antics privilegis, malgrat que haguessin perdut importància com a centres de població, Àustria va transformar les dues poblacions en ciutats estatuàries.
Entre 1922 i 1964, es va atorgar l'estatus de ciutat estatutària a tres municipis més.

## Llista de ciutats estatutàries d'Àustria
Llegenda:
- C = Codi matrícula; D = Densitat (Hab/km²)
- Població: 1 de gener 2022
- Extensió: 31 de desembre 2019

| Ciutat                | Escut | C  | Estat             | Mapa                                                                               | Població  | Extensió (km²) | D    | Any declaració | codi municipi | Imatge |
| --------------------- | ----- | -- | ----------------- | ---------------------------------------------------------------------------------- | --------- | -------------- | ---- | -------------- | ------------- | ------ |
| Eisenstadt            |       | E  | Burgenland        | Ciutat estatutària (Àustria) està situat en Àustria · Ciutat estatutària (Àustria) | 15.240    | 42,88          | 355  | 1921           | 10101         |        |
| Graz                  |       | G  | Steiermark        | Ciutat estatutària (Àustria) està situat en Àustria · Ciutat estatutària (Àustria) | 292.630   | 127,57         | 2294 | 1850           | 60101         |        |
| Innsbruck             |       | I  | Estat del Tirol   | Ciutat estatutària (Àustria) està situat en Àustria · Ciutat estatutària (Àustria) | 130.585   | 104,91         | 1245 | 1850           | 70101         |        |
| Klagenfurt            |       | K  | Kärnten           | Ciutat estatutària (Àustria) està situat en Àustria · Ciutat estatutària (Àustria) | 102.618   | 120,12         | 854  | 1850           | 20101         |        |
| Krems an der Donau    |       | KS | Baixa Àustria     | Ciutat estatutària (Àustria) està situat en Àustria · Ciutat estatutària (Àustria) | 24.921    | 51,66          | 482  | 1938           | 30101         |        |
| Linz                  |       | L  | Alta Àustria      | Ciutat estatutària (Àustria) està situat en Àustria · Ciutat estatutària (Àustria) | 207.247   | 95,99          | 2159 | 1850           | 40101         |        |
| Rust                  |       | E  | Burgenland        | Ciutat estatutària (Àustria) està situat en Àustria · Ciutat estatutària (Àustria) | 1984      | 20,01          | 99   | 1921           | 10201         |        |
| Salzburg              |       | S  | Estat de Salzburg | Ciutat estatutària (Àustria) està situat en Àustria · Ciutat estatutària (Àustria) | 155.416   | 65,65          | 2367 | 1850           | 50101         |        |
| Sankt Pölten          |       | P  | Baixa Àustria     | Ciutat estatutària (Àustria) està situat en Àustria · Ciutat estatutària (Àustria) | 56.360    | 108,44         | 520  | 1922           | 30201         |        |
| Steyr                 |       | SR | Alta Àustria      | Ciutat estatutària (Àustria) està situat en Àustria · Ciutat estatutària (Àustria) | 37.879    | 26,56          | 1426 | 1867           | 40201         |        |
| Villach               |       | VI | Kärnten           | Ciutat estatutària (Àustria) està situat en Àustria · Ciutat estatutària (Àustria) | 64.071    | 134,99         | 475  | 1932           | 20201         |        |
| Waidhofen an der Ybbs |       | WY | Baixa Àustria     | Ciutat estatutària (Àustria) està situat en Àustria · Ciutat estatutària (Àustria) | 11.092    | 131,56         | 84   | 1869           | 30301         |        |
| Wels                  |       | WE | Alta Àustria      | Ciutat estatutària (Àustria) està situat en Àustria · Ciutat estatutària (Àustria) | 63.181    | 45,92          | 1376 | 1964           | 40301         |        |
| Viena                 |       | W  | Viena             | Ciutat estatutària (Àustria) està situat en Àustria · Ciutat estatutària (Àustria) | 1.931.593 | 414,82         | 4686 | 1850           | 90101         |        |
| Wiener Neustadt       |       | WN | Baixa Àustria     | Ciutat estatutària (Àustria) està situat en Àustria · Ciutat estatutària (Àustria) | 47.106    | 60,94          | 773  | 1866           | 30401         |        |